# Nœud de galère
Le nœud de galère est un nœud de base constitué d'un demi-nœud gansé simple à réaliser et à défaire, même après une forte tension. 
C'est un nœud fréquent qui présente de très nombreux synonymes : nœud simple gansé ou demi-nœud gansé, nœud coulant sur point fixe (lorsque la ganse est réalisée dans un anneau), nœud de trésillon[pas clair] (lorsque la ganse est insérée dans un crochet), nœud de bec d'oiseau,, nœud d'oiseau et nœud de trésillon[pas clair] (lorsqu'un trésillon[Quoi ?] est inséré dans la ganse pour souquer une épissure ou un cabillot est inséré dans la ganse pour bloquer le nœud).

## Propriétés et usage maritime
Pouvant être réalisé en milieu de corde, ce nœud se dénoue tout seul lorsque ses deux brins sont tirés, grâce à la ganse, même après une forte tension. 
Lorsque la ganse est nouée à point fixe (espar, point d'amarrage, brin à épisser ou un autre cordage) : 
- En tirant sur le dormant on obtient un nœud d'arrêt[9] ;
- En tirant sur le courant, (brin correspondant à la ganse), on obtient un nœud coulant[10],[note 1].

Ce nœud est utilisé comme palan pour lever des charges, souquer (tendre) un cordage,, ou un brin à épisser,. Pour ce faire le dormant est fixe et sert de point de traction. Le courant (brin côté ganse) est passé dans l'élément à raidir ou soulever (au moyen d'un anneau ou d'une boucle sur l'objet à tendre), puis repassé dans la ganse du nœud de galère ; en tirant sur le courant on obtient un effet de poulie,. Il est possible d'augmenter le nombre de passages pour augmenter la démultiplication. Cette technique est plus efficace sur des bouts tressés par rapport à des bouts à torrons, de même la matière du cordage influence le frottement et l'efficacité de la technique.

## Autres utilisations
Il peut être utilisé pour fabriquer une échelle de corde. Dans ce cas, il faut prendre garde à effectuer le nœud dans le bon sens : le nœud n'est coulant que d'un côté, afin d'assurer que le barreau ne glisse pas, il faut qu'il soit coulant vers le haut, et non vers le bas.
Il est utilisé pour régler la longueur de la jugulaire d'un chapeau.
Le nœud de galère est également utilisé par les louveteaux pour nouer leur foulard.
Le nœud coulant est utilisé pour fabriquer 
des pièges.

## Sémantique
Il existe deux variantes en utilisation le nœud de galère comme nœud d'accroche, bien que pour cet usage, le nœud ne soit pas sûr : 
- Lorsque la ganse est passé dans un anneau on parle de nœud de coulant sur point fixe[3].
- Lorsque la ganse est insérée dans un crochet on utilisera le terme : nœud de trésillon[4].

Pour souquer une épissure, on parlera de nœud de trésillon, lorsqu'un trésillon est inséré dans la ganse. 
De même, on parlera aussi de nœud de trésillon, si un cabillot est inséré dans la ganse, pour bloquer le nœud. Il suffit de retirer le cabillot pour libérer le nœud.

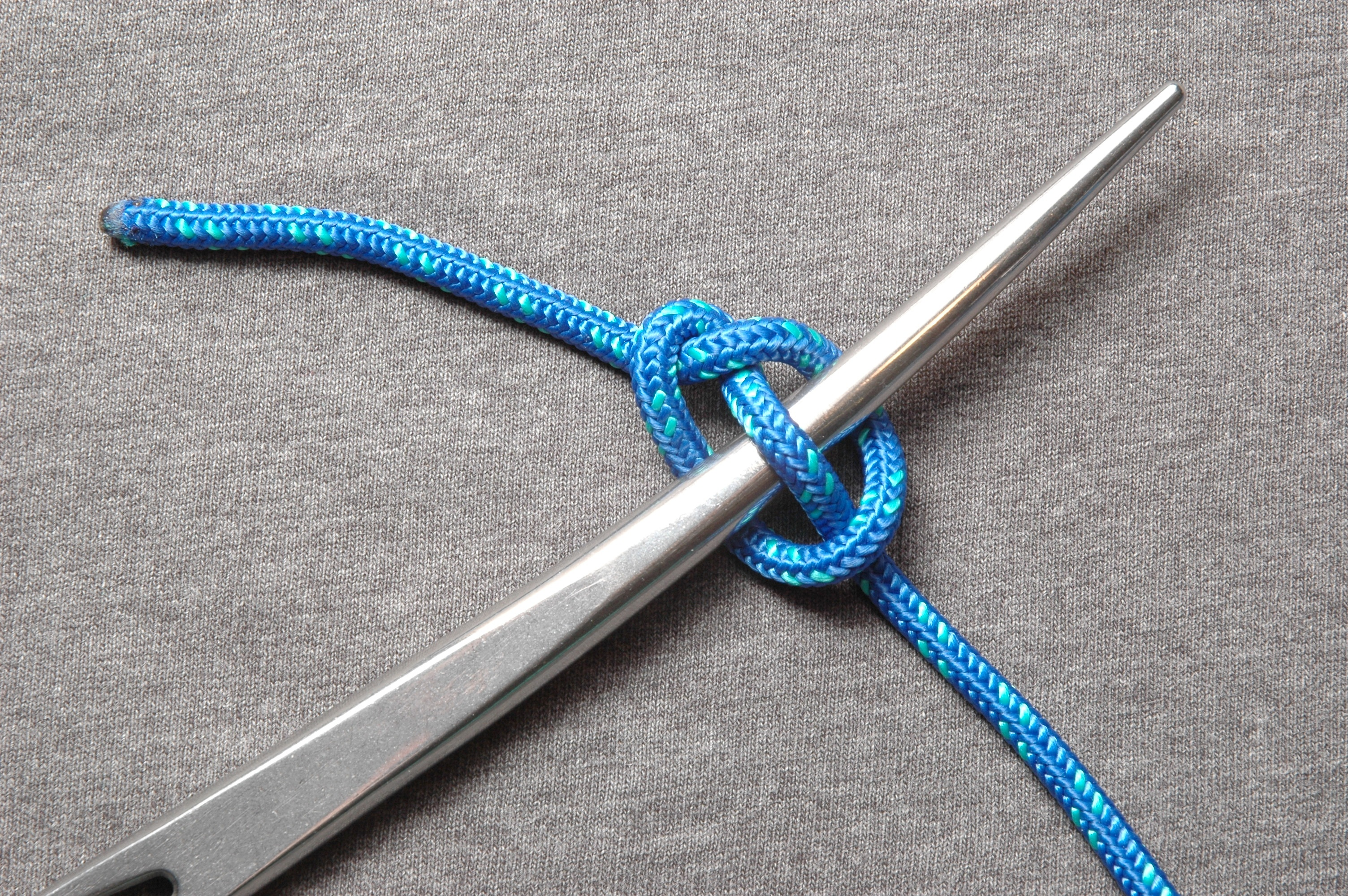
Nœud de trésillon est un nœud de galère avec un trésillon insérée dans la ganse (le nœud est ici souqué).